# Ceropegia poluniniana
Ceropegia poluniniana là một loài thực vật có hoa trong họ La bố ma. Loài này được P.Bruyns mô tả khoa học đầu tiên năm 1989.